# Dorcadion veluchense
Dorcadion veluchense là một loài bọ cánh cứng trong họ Cerambycidae.